# Olga Romanowa (1882–1960)
Olga Aleksandrowna Romanowa (ur. 13 czerwca 1882 w Peterhofie, Imperium Rosyjskie, zm. 24 listopada 1960 w Toronto, Kanada) – wielka księżna, córka cara rosyjskiego Aleksandra III i księżniczki duńskiej Dagmary (czyli carycy Marii Fiodorowny). Była siostrą ostatniego cara Rosji Mikołaja II.

## Małżeństwa

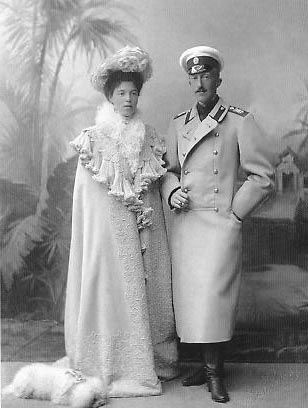
Olga Aleksandrowna z 1. mężem, 1901

Olga Romanowa wyszła za mąż za księcia Piotra Aleksandrowicza Oldenburskiego (1868–1924). Ślub odbył się 27 lipca 1901 roku. Małżeństwo nie było jednak szczęśliwe. Mąż Olgi przejawiał zdecydowane skłonności homoseksualne i nie interesował się kobietami. Nieskonsumowane małżeństwo zostało anulowane 16 października 1916 roku.
Wielka księżna wyszła ponownie za mąż 14 grudnia 1916 roku w Kijowie za pułkownika Mikołaja Aleksandrowicza Kulikowskiego. Para doczekała się dwóch synów: Tichona i Guriego.

## Rewolucja

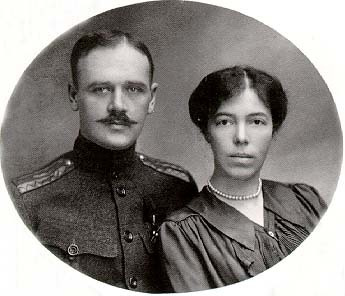
Wielka księżna Olga Aleksandrowna z drugim mężem.

Po wybuchu rewolucji październikowej udała się wraz ze swoim mężem do Danii, ojczystego kraju swojej matki. Tu zajęła się malarstwem. Mieszkała razem z Marią Fiodorowną aż do jej śmierci w 1928 roku. W 1948 roku przeniosła się wraz z mężem do Kanady, gdzie ten prowadził farmę. Po śmierci męża Olga zamieszkała wraz z rosyjską rodziną w mieszkaniu nad salonem fryzjerskim w Toronto.